# Стейсі Кент
Стейсі Кент (англ. Stacey Kent ; нар. 27 березня 1968, Саут-Орандж, Нью-Джерсі) — номінована на Grammy американська джазова співачка.

## Біографія
Кент відвідувала Newark Academy у Livingston, New Jersey. Вона отримала освіту у Sarah Lawrence College у Нью-Йорк, і переїхала до Англії після закінчення навчання. Під час навчання у Guildhall School of Music and Drama у Лондоні, вона зустрілася з  тенор саксофоністом Jim Tomlinson, з котрим вона взяла шлюб 9 серпня 1991 року.
На початку 90х, Кент почала свою професійну кар'єру співачки у Café Boheme у Сохо Лондона. Через два-три роки Кент починає відкриватися як джазова співачка у клубі Ronnie Scott's у Лондоні.
Її перший альбом, Close Your Eyes, був випущений у 1997 році. Вона випустила ще дев'ять альбомів та окремі пісні на трьох альбомах Tomlinson, останній альбом The Lyric (2006), який завоював «Album of the Year» у 2006 році на BBC Jazz Awards та був перевиданий на Blue Note у 2011 році.
Музика Кент була підтримана критиком та джазовим трубачем Humphrey Lyttelton. У 2001 році вона завоювала British Jazz Award та у 2002 році BBC Jazz Award як Найкращий Вокаліст. Вона також представляє джазові програми на BBC Radio 2 та 3.
У 2006 році BBC Jazz Awards, Tomlinson, перед отриманням нагороди «Album of the Year» за The Lyric оголосив, що Кент працює з Blue Note.
Альбом Кент, The Boy Next Door, досяг статусу Gold album у Франції у вересні 2006 року. Breakfast On The Morning Tram (2007) досяг статусу Platinum album у Франції у листопаді 2007 року; статус Gold album у Німеччині у лютому 2008 року; та була номінована як Best Vocal Jazz Album у 2009 на Grammy Awards.
У 1995 році Кент з'явилась у кіноверсії Richard III від Ian McKellen, співаючи джазову версію поеми The Passionate Shepherd to His Love від Christopher Marlowe.
Призер Booker Prize письменник Kazuo Ishiguro написав замітки до лайнеру альбому Кент 2003 року In Love Again. Ishiguro був співавтором до чотирьох пісень альбому Breakfast on the Morning Tram, який був виданий восени 2007 року Blue Note. Одна з пісень, написаних Ishiguro, «The Ice Hotel», з музикою від Tomlinson, завоювала перший приз на International Songwriting Competition у квітні 2008 року.
31 березня 2009 року, Кент отримала National Order of Arts and Letters (Ordre des Arts et des Lettres) — державну нагороду– як знак визнання її внеску у мистецтво, від міністра культури Франції  Christine Albanel.
Альбом Кент 2010 року Raconte-moi… був записаний повністю французькою, і мав комерційний успіх у Франції та Німеччині, досягши статусу Gold album.
Перший альбом Кент наживо Dreamer In Concert, був виданий у 2011 році. Він був записаний 30-31 травня 2011 року у театрі La Cigale у Парижі. Альбом включає три пісні раніш незаписані Кент, «Waters of March» від Antonio Carlos Jobim, та дві нові композиції від Jim Tomlinson; «Postcard Lovers», з лірикою письменника Kazuo Ishiguro; та «O Comboio», написані португальським поетом António Ladeira, які Кент співає португальською.

## Дискографія

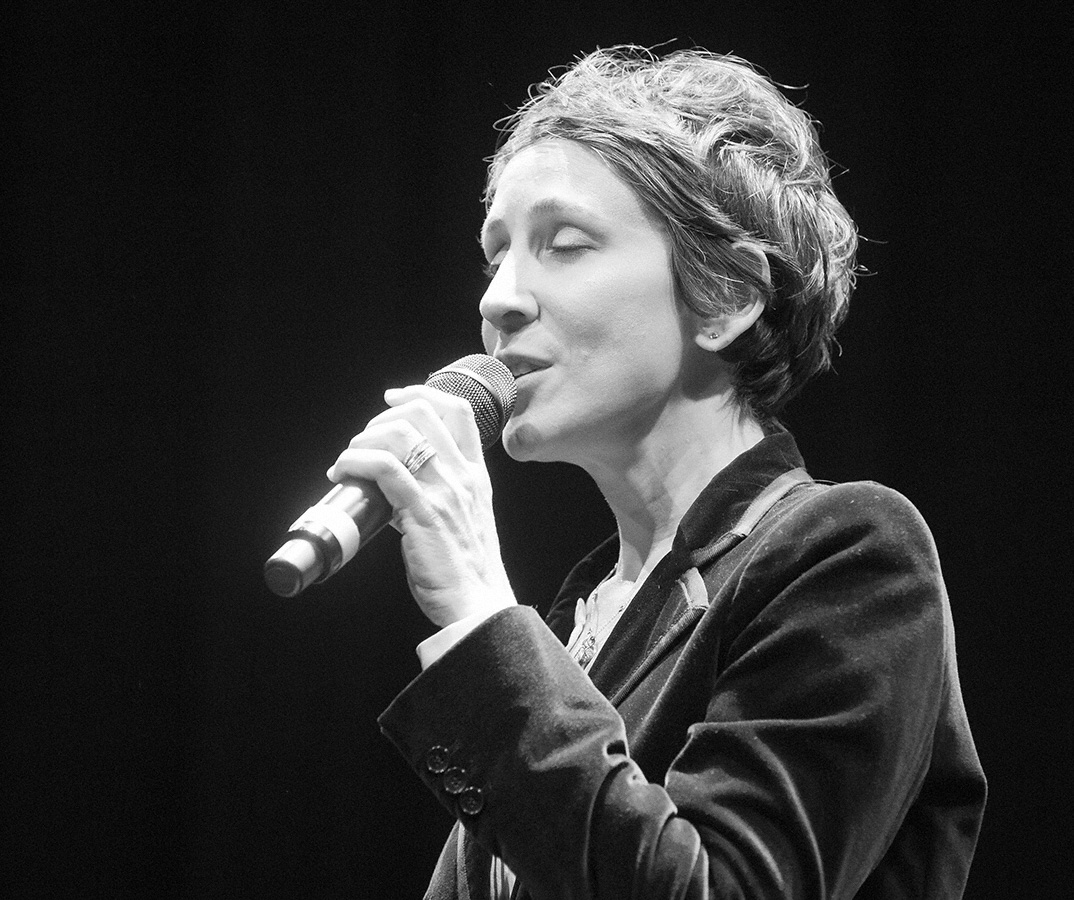
Stacey Kent (2016)

### Студійні альбоми
- Close Your Eyes (1997, Candid)
- Love Is…The Tender Trap (1999, Candid)
- Let Yourself Go: Celebrating Fred Astaire (2000, Candid)
- Dreamsville (2001, Candid)
- In Love Again: The Music of Richard Rodgers (2002, Candid)
- The Boy Next Door (2003, Candid)
- Breakfast on the Morning Tram (2007, Blue Note/EMI)
- Raconte-moi… (2010, Blue Note/EMI)
- Dreamer In Concert (2011, Blue Note/EMI)
- The Changing Lights (2013, Parlophone Music/Warner)[4]
- Tenderly (2015, Okeh/Sony Records)

### Разом з Jim Tomlinson
- Only Trust Your Heart (1999)
- Brazilian Sketches (2001)
- The Lyric (2006; re-release on Blue Note/EMI, 2011)

### Інші випуски
- The Christmas Song (2003, single)
- SK Collection (2001, compilation)
- SK Collection II (2003, compilation)
- SK Collection III (2006, compilation)
- Hushabye Mountain (2011, compilation)
- Ao Vivo (2013, Sony/BMG Brazil, with Marcos Valle)
- Candid Moments (2013, compilation)
- Chet Lives! (2013, with Joe Barbieri)
- Brazil (2014, Erato, with Quatuor Ébène and Bernard Lavilliers)